# Soraya Haddad
Soraya Haddad (30 de setembro de 1984) é uma judoca argelina.
Foi medalhista olímpica, obtendo um bronze em Judô nos Jogos Olímpicos de Verão de 2008, Pequim.Também medalhista, de bronze, no Campeonato Mundial de Judô de 2005, no Cairo, Egito.
Foi campeã africana por quatro vezes: 2004, 2005, 2008 e 2001.